# Macroglenes ipswichi
Macroglenes ipswichi is een vliesvleugelig insect uit de familie Pteromalidae. De wetenschappelijke naam is voor het eerst geldig gepubliceerd in 1925 door Girault.